# Sabulodes niveostriata
Sabulodes niveostriata là một loài bướm đêm trong họ Geometridae.